# Orion (Pyrénées-Atlantiques)
Orion település Franciaországban, Pyrénées-Atlantiques megyében. Lakosainak száma 148 fő (2022. január 1.). Orion Andrein, Burgaronne, L’Hôpital-d’Orion, Orriule, Ozenx-Montestrucq és Salies-de-Béarn községekkel határos.

## Népesség
A település népességének változása:
| Lakosok száma | 158  | 150  | 154  | 144  | 146  | 148  | 150  | 150  | 148  |
|               | 2013 | 2015 | 2016 | 2017 | 2018 | 2019 | 2020 | 2021 | 2022 |